# Franz Anton von Harrach

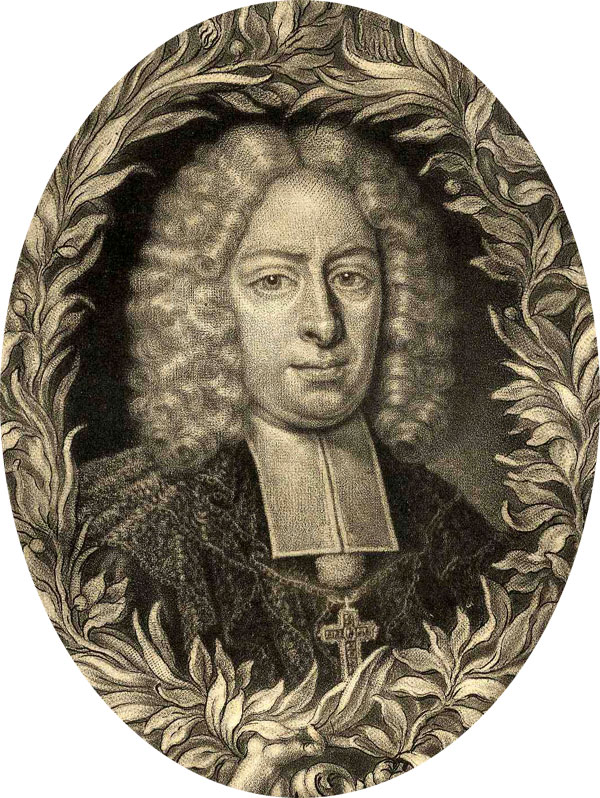
Franz Anton Reichsfürst von Harrach

Franz Anton Fürst von Harrach zu Rorau (* 2. Oktober 1665 in Wien; † 18. Juli 1727 in Salzburg) wurde 1701 zum Koadjutor der Diözese Wien und zum Titularbischof von Epiphania in Syria ernannt, war von 1702 bis 1705 Fürstbischof von  Wien, wurde 1705 Koadjutor des Fürsterzbischofs von Salzburg, regierte von 1709 bis 1727 als einer der bedeutendsten Fürsterzbischöfe das Fürsterzbistum Salzburg und wurde von Kaiser Leopold I. ad personam in den Reichsfürstenstand erhoben.

## Biografie

### Herkunft und Angehörige

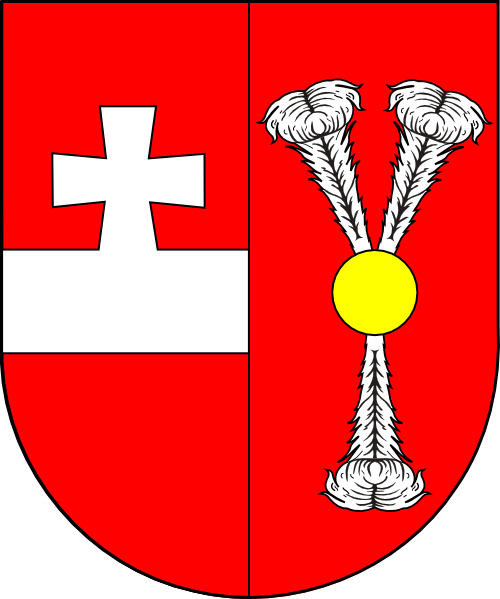
Wappen als Bischof von Wien

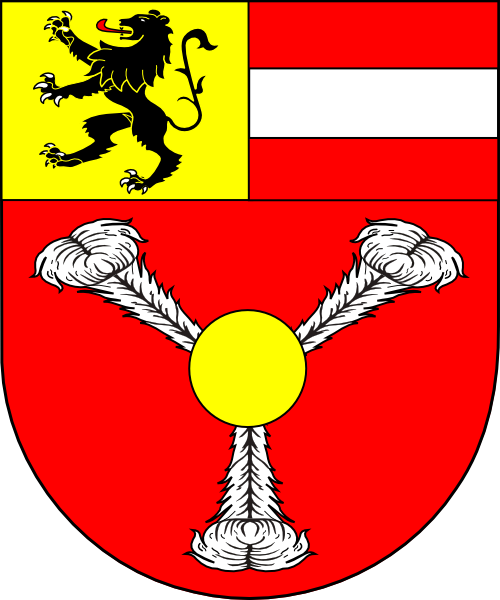
Wappen als Fürst und Erzbischof von Salzburg

Franz Anton war ein Sohn des Ferdinand Bonaventura I. Graf von Harrach (1637–1706), Vertrauter von Kaiser Leopold I., und der Johanna Theresia Gräfin von Lamberg. Sein jüngerer Bruder war Aloys Thomas Raimund von Harrach (1669–1742), der Stammvater des späteren Hauses. Franz Anton wuchs in Madrid auf, studierte Kanonisches Recht und ziviles Recht am Pontificium Collegium Germanicum et Hungaricum de Urbe in Rom. Er wurde von Kaiser Leopold I. ad personam in den Reichsfürstenstand erhoben.

### Laufbahn als Geistlicher
1685 wurde Franz Anton Domherr in Passau, 1687 Kanoniker in Salzburg und 1692 dort Domdechant. Kaiser Leopold I. ernannte ihn im Juli 1701 zum Koadjutor von Wien, die päpstliche Bestätigung erfolgte am 1. Dezember. Zudem wurde er Titularbischof von Epiphania in Syria. Als Fürstbischof Ernest Graf von Trautson am 7. Januar 1702 starb, wurde Harrach dessen Nachfolger und empfing die Bischofsweihe durch Johann Philipp von Lamberg, Fürstbischof des Bistums Passau; Mitkonsekratoren waren Johann Raimund von Lamberg OFMCap, Weihbischof in Passau, und Albert Ernst von Wartenberg, Weihbischof in Regensburg. Am 19. Oktober 1705 wurde er zum Koadjutor des Fürst- und Erzbischofs von Salzburg, Johann Ernst Graf von Thun, ernannt und im April 1706 vom Papst bestätigt. Nach dem Ableben Thuns wurde er am 29. Mai 1709 regierender Fürst- und Erzbischof in Salzburg.

## Wirken

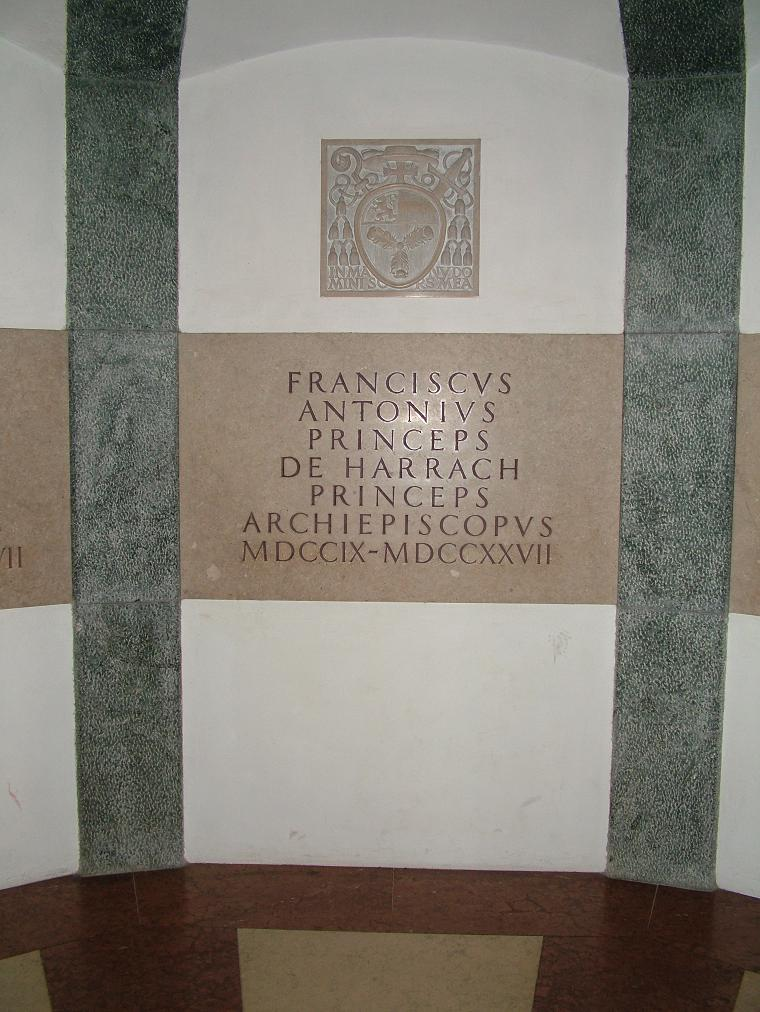
Grabstätte von Fürst und Erzbischof Harrach

Franz Anton von Harrach war als Fürstbischof wohltätig, leutselig und beliebt, er liebte den Prunk und ließ in Salzburg das Schloss Mirabell erheblich vergrößern und erneuern. Dabei entstanden die eindrucksvolle Rokokostiege (Marmortreppe) und der Marmorsaal; von 1710 bis 1711 ließ er die Salzburger Residenz erneuern. Seine Regierungszeit verlief insgesamt ruhig; bereits Zeitgenossen sprachen von den „Goldenen Harrach-Zeiten“. Besonders gerühmt wird sein Kunstsinn, der vom beginnenden Rokoko geprägt war. Er beschäftigte für die Ausführung der Pläne namhafte Künstler und scheute dabei keine Kosten. Als Architekten waren für ihn Johann Bernhard Fischer von Erlach und Johann Lucas von Hildebrandt tätig, als Bildhauer Georg Raphael Donner, als Maler Johann Michael Rottmayr und Martino Altomonte.
Fürstbischof Harrach war bestrebt, Wirtschaft und Handel als Quelle des Wohlstands zu fördern. Für den Handel mit Venedig und dem Mittelmeerraum ließ er die wichtigsten dorthin führenden Handelsstraßen ausbauen. Franz Anton von Harrach ist in der Krypta des Salzburger Domes begraben.